# Zagrotes
Zagrotes – rodzaj pająków z rodziny worczakowatych. Zamieszkuje Iran. Obejmuje cztery opisane gatunki.

## Morfologia i zasięg
Pająki o ciele długości od 4 do 5,6 mm, przy karapaksie długości od 1,6 do 2,2 mm i szerokości od 1,2 do 1,6 mm. Karapaks, szczękoczułki, warga dolna, szczęki i sternum są jednolicie jasnobrązowe, rzadziej żółtawe. Odnóża pozbawione są obrączkowania, jasnobrązowe lub żółtawobrązowe. Kolejność par odnóży od najdłuższej do najkrótszej to: IV, I, II, III. Opistosoma (odwłok) ma kolor kremowy, jasnożółtawy lub szarawobrązowy. Ubarwienie kądziołków przędnych jest jednolite. Nogogłaszczki samca mają apofizę retrolateralną rozwidloną na zaokrąglone ramię brzuszne i ostro zakończone ramię grzbietowe. Samicę opisano tylko u gatunku typowego. Jej dłuższa niż szeroka płytka płciowa ma wyraźny trzonek o stożkowatej podstawie i palcowatym szczycie, wyraźnie odgraniczony tył przedsionka oraz długie i poskręcane przewody kopulacyjne zakończone szerokimi woreczkami.
Rodzaj palearktyczny, endemiczny dla Iranu. Rozmieszczony jest wzdłuż południowo-zachodnich i południowych stoków gór Zagros, od Kohgiluje wa Bujerahmad, Chuzestanu i Buszehru do Kermanu i Hormozganu.

## Taksonomia
Rodzaj ten wprowadzony został w 2021 roku przez  Alirezę Zamaniego, Marię Chadzaki, Siergieja Esjunina i Jurija Marusika na łamach „European Journal of Taxonomy” jako monotypowy, z opisanym w tej samej publikacji Z. apophysalis jako jedynym gatunkiem. W tym samym roku na łamach „ZooKeys” Zamani i Marusik umieścili w tym rodzaju jeszcze trzy inne gatunki, w tym dwa nowe dla nauki. Nazwa rodzajowa pochodzi od gór Zagros i pokrewnego rodzaju Zelotes.
W sumie do rodzaju tego zalicza się cztery opisane gatunki:
- Zagrotes apophysalis Zamani, Chatzaki, Esyunin & Marusik, 2021
- Zagrotes bifurcatus (Zamani, Chatzaki, Esyunin & Marusik, 2021)
- Zagrotes borna Zamani & Marusik, 2021
- Zagrotes parla Zamani & Marusik, 2021